# Залесное (Сумская область)
Залесное (укр. Залісне) — село в Чернетчинской сельской общине Ахтырского района Сумской области Украины.
Код КОАТУУ — 5920380402. Население по переписи 2001 года составляет 52 человека .

## Географическое положение
Село Залесное находится на правом берегу реки Гусинка, которая через 2 км впадает в реку Ворскла,
на противоположном берегу — город Ахтырка.
К селу примыкает большой лесной массив (сосна) в котором находится заброшенная база ракет средней дальности.
Рядом проходит автомобильная дорога Р-17.

## Экономика
- Молочно-товарная ферма.
- Садовое товарищество «Рух».

## Национальный состав
По переписи 2001 года, 92,31 % населения в качестве родного языка указали украинский; 7,69 % — русский.